# Stenowithius duffeyi
Stenowithius duffeyi är en spindeldjursart som beskrevs av Beier 1961. Stenowithius duffeyi ingår i släktet Stenowithius och familjen Withiidae. Inga underarter finns listade i Catalogue of Life.